# Portside Tower
El Portside Tower es un edificio de 139 metros de altura en Ciudad del Cabo, Sudáfrica. Terminado en 2014, es el edificio más alto de la ciudad y, en el momento de su finalización, era el primer rascacielos significativo de Ciudad del Cabo desarrollado en el distrito central de negocios (CBD) en 15 años.
La propiedad es propiedad conjunta de FirstRand Bank (FNB, RMB, Wesbank y Ashburton) y Accelerate Property Fund. El banco ocupa su parte de la propiedad, mientras que Accelerate Property Fund alquila oficinas y locales comerciales a los inquilinos. Accelerate Property Fund designó a la empresa de corretaje comercial Baker Street Properties con sede en Ciudad del Cabo, para gestionar y comercializar la propiedad.
El Green Building Council of South Africa (GBCSA) otorgó a la propiedad una calificación de 5 estrellas Green Star, por lo que es el edificio ecológico más alto de Sudáfrica.

## Concepción
En 2008 se propuso inicialmente que el edificio incluyera un hotel y 147,6 m. Sin embargo, debido a la Gran Recesiónde finales de la década de 2000 y las dificultades para conseguir un contacto con la dirección del hotel, el proyecto se suspendió durante casi tres años y se modificó el diseño.

Durante la fase de diseño y planificación, y después de una amplia participación pública, se decidió mantener el edificio por debajo de cierta altura para no oscurecer la vista de la Montaña de la Mesa. La torre de 32 pisos tiene más de 51.500 m² para oficinas y el espacio restante se utiliza para más de 1.382 plazas de aparcamiento y puntos de venta.

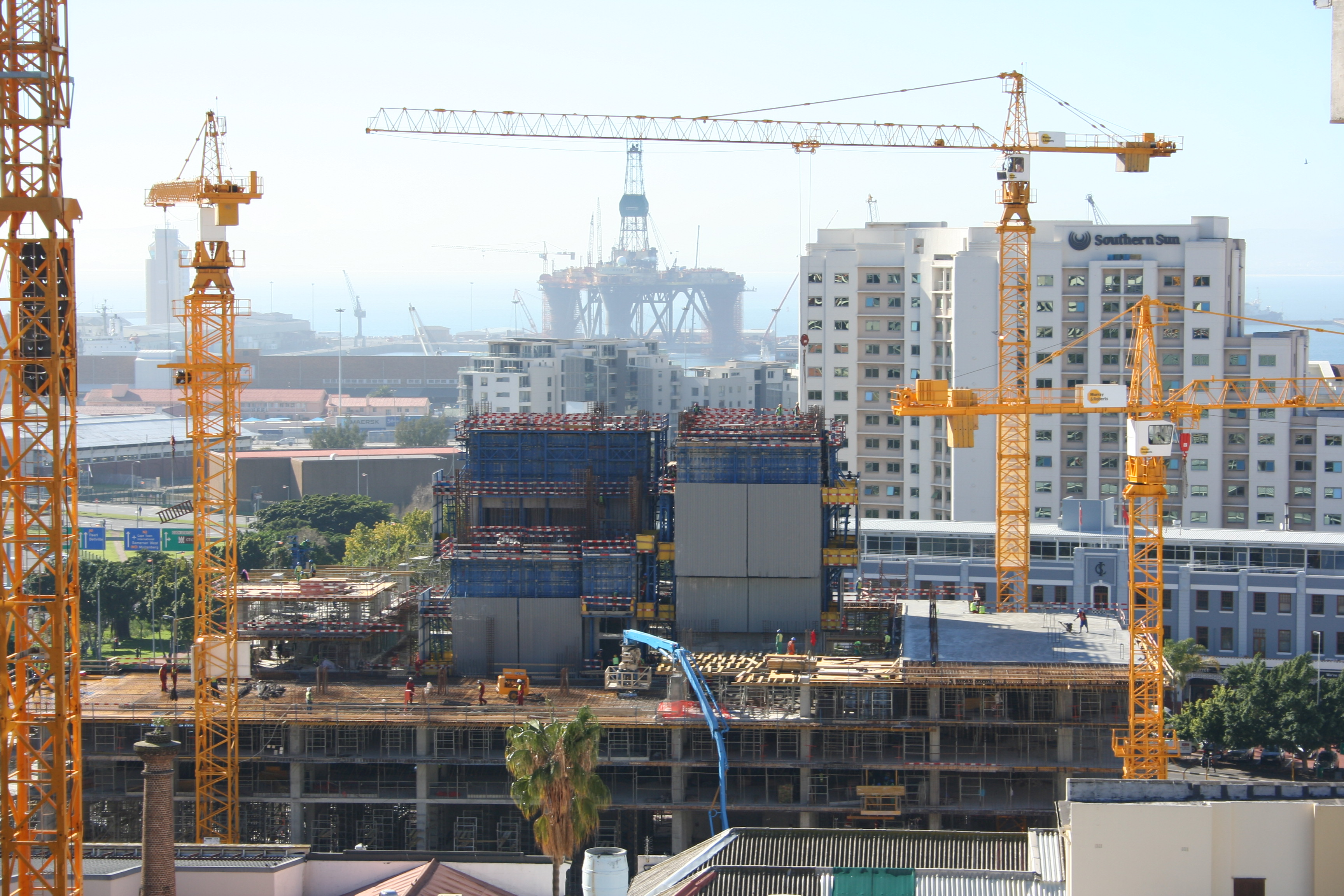
La Portside Tower en construcción en junio de 2012. La imagen está tomada desde el lado sur del edificio.

El edificio fue diseñado para utilizar tecnología de bajo consumo energético y es el primer edificio grande en Sudáfrica que utiliza casi exclusivamente iluminación led. El edificio ha sido galardonado con una calificación de cinco estrellas Green Star del Green Building Council de Sudáfrica, ya que se han especificado tecnologías compatibles.
El estudio de arquitectura con sede en Sudáfrica, dhk, diseñó el edificio.

## Construcción
Los trabajos de construcción de la torre comenzaron el 12 de agosto de 2011. A fines de marzo de 2013, la unidad de respuesta a desastres de la ciudad de Ciudad del Cabo detuvo temporalmente la construcción debido a los fuertes vientos huracanados que hicieron que el andamio fuera inestable.